# Stanko Lorger
Stanko Lorger [stánko lórger], slovenski matematik in atlet, * 14. februar 1931, Buče  † 25. april 2014, Ljubljana.

## Življenjepis

### Otroštvo
Rodil se je in prvih deset let preživel v vasi Buče na Kozjanskem. V domačem kraju, kjer je obiskoval tudi osnovno šolo, je učiteljica svoje učence večkrat popeljala na travnik, kjer so se igrali z žogo, delali proste vaje in tekli.

### Mladost
Med drugo svetovno vojno je bil z družino interniran v Nemčijo in štiri leta preživel v koncentracijsakih taboriščih.  Po vrnitvi v domovino je šolanje nadaljeval z nižjo gimnazijo v Rogaški Slatini; tam je bil prvič uradno izmerjen njegov čas: 7,5 sekunde pri teku na 60 m  na tekmovanju za fizkulturno značko. Leta 1949 je bil kot petošolec I gimnazije v Celju  prisoten na šolskem prvenstvu na Glaziji in na 100 m tekel v 12,4 sekunde - bos. Uvrstil se je v finale, prvič obul šprinterice in s časom 11,9 sekunde končal na drugem mestu, in se pridružil AD Kladivar.

### Študij in poklic
Šudij je nadaljeval v Ljubljani na FNT in leta 1964 diplomiral iz matematike in fizike, z licenco poučevanja matematike in fizike v srednji šoli. Že Leta 1962 se je zaposlil na Srednji ekonomski šoli Celje in tam že pred diplomo učil matematiko; tam je deloval kot profesor do upokojitve 1995.  Znan je bil kot dober metodik. 1973-75 je bil tudi predsednik celjske podružnice Društva matematikov, fizikov in astronomov Slovenije.

## Športna pot
S tekmovalno atletiko se je začel ukvarjati leta 1950 in kot športnik-atlet bil član AD Kladivar iz Celja. Istega leta je bil prvič izbran v državno reprezentanco kot rezerva za tek na 110 m ovire in štafeto 4x100 m.
Naslednje leto je postal stalni član jugoslovanske atletske reprezentance in sta tako za reprezentanco nastopila dva celjska atleta- Igor Zupančič in Stanko Lorger - na dvoboju z Anglijo; 180 cm visoki in 68 kg težki Lorger je na tem tekmovanju že dosegel nov slovenski in jugoslovanski rekord.
Sodeloval je na treh evropskih atletskih prvenstvih in osvojil srebrno kolajno v teku na 110 m ovire na prvenstvu leta 1958 v Stockholmu, in bil s tem prvi Slovenec z osvojeno kolajno na evropskem atletskem prvenstvu. 
Bil je udeleženec desetih balkanskih prvenstev, kjer je vsakokrat osvojil prvo mesto v teku na 110 m ovire, poleg tega pa po enkrat tudi v teku na 100 m in v štafeti 4x100 m. Osvojil je tudi zlato medaljo na 110 m ovire na poletni univerziadi leta 1959 v Torinu.
Udeležil se je treh olimpijskih iger. Leta 1952 na poletnih olimpijskih igrah v Helsinkih je v poilfinalu tekel 11,8 sekunde, kar je pomenilo osmi čas na svetu. Leta 1956 na poletnih olimpijskih igrah v Melbourne zasedel 5. mesto v teku na 110 m ovire. Leta 1960 na poletnih olimpijskih igrah v Rimu je imel nekaj smole in izpadel v polfinalu.
V obdobju med letoma 1949 in 1962, ko je končal s tekmovanji, je bil mnogokratni slovenski in jugoslovanski rekorder v teku na 110 m z ovirami in 200 m z ovirami; njegov slovenski in jugoslovanski rekord na 110 m z ovirami, ki ga je postavil leta 1958, je znašal 13,8 sekunde in ni bil presežen naslednjih 18 let. Kot član reprezentance se je med letoma 1951 in 1962, ko je končal svojo tekmovalno pot v atletiki, udeležil  41  tekmovanj. Po zaključku tekmovalne poti je dalje deloval kot atletski sodnik.

## Priznanja, odlikovanja in nagrade
Lorger je bil leta 1958 in 1959 razglašen za najboljšega športnika Jugoslavije. Leta 1967 pa je prejel tudi Bloudkovo nagrado. Lorger je častni meščan Celja. Leta 2012 je bil sprejet v Hram slovenskih športnih junakov.
Po njem se od l. 2007 imenuje Športno društvo Stanko Lorger v Celju. 